# 白边侧足海天牛
白边侧足海天牛（学名：Elysia leucolegnote）一种分布于中国香港、海南岛、广西北海和菲律宾、印度尼西亚等地区沿海的软体动物，隶属于海天牛科海天牛属。

## 形态特征
白边侧足海天牛是一种较大型的海天牛。虫体呈椭圆形，体表平滑，为黄绿色到深绿色，侧足缘有明显白边环绕，身体中部和后端1/5处两侧对称分布有1对白色斑块。